# 55 Pandora
Pandora /pænˈdɔːrə/ (định danh hành tinh vi hình: 55 Pandora) là một tiểu hành tinh cực lớn và rất sáng ở vành đai chính. Tiểu hành tinh này do nhà thiên văn học người Mỹ và linh mục Công giáo George M. Searle phát hiện ngày 10 tháng 9 năm 1858 từ Đài quan sát Dudley gần Albany, New York và là tiểu hành tinh đầu tiên và duy nhất do ông phát hiện. Nó được đặt theo tên Pandora, người phụ nữ đầu tiên trong thần thoại Hy Lạp. Cái tên này dường như được chọn bởi Blandina Dudley, góa phụ của người sáng lập Đài quan sát Dudley.
Việc phân tích gần đây đã xác định nó là tiểu hành tinh lớn thứ nhì trong số các tiểu hành tinh kiểu E, sau tiểu hành tinh 44 Nysa.